# Gerrard (Colorado)
Gerrard es un lugar designado por el censo ubicado en el condado de Río Grande en el estado estadounidense de Colorado. En el Censo de 2010 tenía una población de 278 habitantes y una densidad poblacional de 89,52 personas por km².

## Geografía
Gerrard se encuentra ubicado en las coordenadas 37°40′42″N 106°34′31″O / 37.67833, -106.57528. Según la Oficina del Censo de los Estados Unidos, Gerrard tiene una superficie total de 3.11 km², de la cual 3.11 km² corresponden a tierra firme y (0%) 0 km² es agua.

## Demografía
Según el censo de 2010, había 278 personas residiendo en Gerrard. La densidad de población era de 89,52 hab./km². De los 278 habitantes, Gerrard estaba compuesto por el 94.24% blancos, el 1.08% eran afroamericanos, el 2.52% eran amerindios, el 0% eran asiáticos, el 0% eran isleños del Pacífico, el 1.08% eran de otras razas y el 1.08% pertenecían a dos o más razas. Del total de la población el 8.27% eran hispanos o latinos de cualquier raza.